# Mesfin Tafesse
Mesfin Tafesse (in amarico መስፍን ታፈሰ, Mäsəfənə Tafäsä; 26 novembre 2001) è un calciatore etiope, attaccante dell'Awassa City e della nazionale etiope.

## Carriera

### Club
Ha giocato nella prima divisione etiope.

### Nazionale
Debutta con la nazionale etiope il 4 agosto 2019 in occasione dell'incontro di qualificazione per il campionato delle nazioni africane 2020 vinto 4-3 contro Gibuti.
Il 23 dicembre 2021 viene incluso nella lista finale per la Coppa delle nazioni africane 2021.

## Statistiche
Statistiche aggiornate all'8 gennaio 2022.

### Cronologia presenze e reti in nazionale
| Cronologia completa delle presenze e delle reti in nazionale ― Etiopia | Cronologia completa delle presenze e delle reti in nazionale ― Etiopia | Cronologia completa delle presenze e delle reti in nazionale ― Etiopia | Cronologia completa delle presenze e delle reti in nazionale ― Etiopia | Cronologia completa delle presenze e delle reti in nazionale ― Etiopia | Cronologia completa delle presenze e delle reti in nazionale ― Etiopia | Cronologia completa delle presenze e delle reti in nazionale ― Etiopia | Cronologia completa delle presenze e delle reti in nazionale ― Etiopia |
| Data                                                                   | Città                                                                  | In casa                                                                | Risultato                                                              | Ospiti                                                                 | Competizione                                                           | Reti                                                                   | Note                                                                   |
| ---------------------------------------------------------------------- | ---------------------------------------------------------------------- | ---------------------------------------------------------------------- | ---------------------------------------------------------------------- | ---------------------------------------------------------------------- | ---------------------------------------------------------------------- | ---------------------------------------------------------------------- | ---------------------------------------------------------------------- |
| 4-8-2019                                                               | Dire Daua                                                              | Etiopia                                                                | 4 – 3                                                                  | Gibuti                                                                 | Qual. CHAN 2020                                                        | 1                                                                      | 61’                                                                    |
| 4-9-2019                                                               | Bahar Dar                                                              | Etiopia                                                                | 0 – 0                                                                  | Lesotho                                                                | Qual. Mondiali 2022                                                    | -                                                                      | 80’                                                                    |
| 8-9-2019                                                               | Maseru                                                                 | Lesotho                                                                | 1 – 1                                                                  | Etiopia                                                                | Qual. Mondiali 2022                                                    | -                                                                      | 74’                                                                    |
| 22-9-2019                                                              | Macallè                                                                | Etiopia                                                                | 0 – 1                                                                  | Ruanda                                                                 | Qual. CHAN 2020                                                        | -                                                                      | 64’                                                                    |
| 13-10-2019                                                             | Bahar Dar                                                              | Etiopia                                                                | 0 – 1                                                                  | Uganda                                                                 | Amichevole                                                             | -                                                                      | 61’                                                                    |
| 19-10-2019                                                             | Kigali                                                                 | Ruanda                                                                 | 1 – 1                                                                  | Etiopia                                                                | Qual. CHAN 2020                                                        | 1                                                                      |                                                                        |
| 16-11-2019                                                             | Antananarivo                                                           | Madagascar                                                             | 1 – 0                                                                  | Etiopia                                                                | Qual. Coppa d'Africa 2021                                              | -                                                                      | 64’                                                                    |
| 9-10-2021                                                              | Bahar Dar                                                              | Etiopia                                                                | 1 – 3                                                                  | Sudafrica                                                              | Qual. Mondiali 2022                                                    | -                                                                      | 76’                                                                    |
| 14-11-2021                                                             | Harare                                                                 | Zimbabwe                                                               | 1 – 1                                                                  | Etiopia                                                                | Qual. Mondiali 2022                                                    | -                                                                      | 80’                                                                    |
| Totale                                                                 |                                                                        | Presenze                                                               | 9                                                                      |                                                                        | Reti                                                                   | 2                                                                      |                                                                        |